# Новосокулак
Новосокулак — село в Саракташском районе Оренбургской области, административный центр  Новосокулакского сельсовета. 

## География
Находится на расстоянии примерно 32 километра по прямой на север-северо-восток от районного центра поселка Саракташ.

## История
Село основано в 1866 году переселенцами из центральных губерний России и Украины, перебравшись частично из Старого Сокулака. Переселенцы  селились на некотором расстоянии друг от друга, образуя как бы хутора: Беркутовку, Самодуровку, Оторвановку, Зацепиловку, Хохлы, Курмыш, Мещановку. В советское время работали колхозы: «Наша Победа», «Красный пахарь», «Новый свет», им.Шевченко, им.Чапаева, им.Ворошилова и «Заря».

## Население
Население составляло 583 человека в 2002 году (русские 95%), 563 по переписи 2010 года.